# Глухово (деревня, Дмитровский городской округ)
Глухово — деревня в Дмитровском районе Московской области, в составе городского поселения Яхрома. До 2006 года Глухово входило в состав Подъячевского сельского округа.

## Расположение
Деревня расположена в западной части района, примерно в 18 км на юго-запад от города Яхромы, на левом берегу малой речки Субыч (левый приток Лутосни), высота центра над уровнем моря 212 м. Ближайшие населённые пункты — Чеприно на востоке, Фофаново на севере и Костино на юго-западе.

## Население
| 2002 | 2006 | 2010 |
| ---- | ---- | ---- |
| 4    | ↘0   | →0   |

Степаново — родина Героя Советского Союза Константина Кирьянова.